# Hoàng Tuần Tài
Hoàng Tuần Tài (tiếng Anh: Lawrence Wong Shyun Tsai, sinh ngày 18 tháng 12 năm 1972), là một nhà chính trị, nhà kinh tế và cựu công chức người Singapore. Ông hiện đảm nhận chức vụ Thủ tướng Singapore thứ tư kể từ năm 2024 kiêm Bộ trưởng Bộ Tài chính kể từ năm 2021. Là thành viên của Đảng Hành động Nhân dân (PAP) cầm quyền, ông đã là đại biểu Quốc hội đại diện cho khu vực Limbang thuộc Đơn vị Bầu cử Marsiling–Yew Tee GRC từ năm 2015 và trước đó là khu vực Boon Lay thuộc Đơn vị Bầu cử West Coast GRC từ năm 2011 đến năm 2015.
Trước khi bước vào chính trị, Hoàng Tuần Tài đã làm việc tại Bộ Thương mại và Công nghiệp (MTI), Bộ Tài chính (MOF) và Bộ Y tế (MOH). Ông là Bí thư trưởng của Thủ tướng Lí Hiển Long từ năm 2005 đến năm 2008. Ông cũng từng đảm nhiệm chức vụ Giám đốc điều hành (CEO) của Cục Quản lí Thị trường Năng lượng (EMA) từ năm 2009 đến năm 2011. Hoàng Tuần Tài ra mắt chính trị trong cuộc bầu cử tổng thống năm 2011 khi ông tranh cử tại Đơn vị Bầu cử West Coast GRC như một phần của đội ngũ PAP gồm năm thành viên và đã thắng cử. Sau đó, Hoàng Tuần Tài tranh cử tại Đơn vị Bầu cử Marsiling–Yew Tee GRC trong cuộc bầu cử tổng thống năm 2015 và giữ được ghế quốc hội của mình trong cuộc bầu cử tổng thống năm 2020. Trước khi được bổ nhiệm làm Bộ trưởng Tài chính, Hoàng Tuần Tài đã giữ chức Bộ trưởng Bộ Văn hoá, Cộng đồng và Thanh niên từ năm 2012 đến năm 2015, Bộ trưởng Thứ hai Bộ Thông tin và Phát triển Công nghệ số từ năm 2014 đến năm 2015, Bộ trưởng Bộ Phát triển Quốc gia từ năm 2015 đến năm 2020, Bộ trưởng Thứ hai Bộ Tài chính từ năm 2016 đến năm 2021 và Bộ trưởng Bộ Giáo dục từ năm 2020 đến năm 2021.
Hoàng Tuần Tài cùng Vương Ất Khang và Nhan Kim Dũng đồng chủ trì tổ công tác liên bộ-ban-ngành được chính phủ thành lập vào tháng 1 năm 2020 nhằm thích ứng Đại dịch COVID-19 tại Singapore. Với tư cách là Bộ trưởng Bộ Tài chính, ông đã giám sát việc tăng dần Thuế Hàng hoá và Dịch vụ (GST), theo Nội các Lí Hiển Long – 8% vào năm 2023 và 9% vào năm 2024, tăng từ 7% đã được thiết lập từ năm 2007. Vào tháng 4 năm 2022, Hoàng Tuần Tài được chọn làm nhà lãnh đạo đội ngũ thế hệ thứ tư của Đảng Hành động Nhân dân, đặt ông vào hàng ngũ kế nhiệm rõ ràng của Lí Hiển Long. Hoàng Tuần Tài đã nhậm chức Phó Thủ tướng Singapore vào ngày 13 tháng 6 năm 2022, cùng với Vương Thuỵ Kiệt. Vào ngày 26 tháng 11 năm 2022, Hoàng Tuần Tài được bổ nhiệm vào vị trí mới thiết lập là Phó Tổng thư kí của Đảng Hành động Nhân dân.
Hoàng Tuần Tài trước đây là Chủ tịch Hội đồng quản trị Cục Quản lí Tài chính Singapore (MAS) từ năm 2023 đến 2024 và Phó Chủ tịch từ năm 2021 đến 2023. Ông đảm nhận chức Chủ tịch Uỷ ban Chiến lược Đầu tư của Công ty Đầu tư Chính phủ Singapore (GIC) từ ngày 7 tháng 7 năm 2023 và Chủ tịch Hội đồng Tư vấn Quốc tế (IAC) của Cục Phát triển Kinh tế (EDB) từ ngày 8 tháng 7 năm 2023 cho đến khi bàn giao cho Nhan Kim Dũng vào ngày 1 tháng 6 năm 2024. Hoàng Tuần Tài cũng được bổ nhiệm làm Phó Chủ tịch Hội đồng Quản trị của GIC vào ngày 1 tháng 10 năm 2023. Vào ngày 15 tháng 5 năm 2024, Hoàng Tuần Tài đã tuyên thệ nhậm chức Thủ tướng Singapore thứ tư, trở thành Thủ tướng đầu tiên được sinh ra sau khi thành lập Singapore hiện đại, và là Thủ tướng Singapore đầu tiên theo tôn giáo Tin Lành.

## Lí lịch
Hoàng Tuần Tài sinh ngày 18 tháng 12 năm 1972 tại khu vực phía đông của Singapore. Khi còn nhỏ, Hoàng Tuần Tài và gia đình sống trong một chung cư của Cục Nhà ở và Phát triển tại Marine Parade. Cha của ông sinh ra ở Hải Nam, làm việc với vị trí giám đốc bán hàng, mẹ là một giáo viên tiểu học có 40 năm kinh nghiệm giảng dạy. Cha của ông rời khỏi đảo Hải Nam khi còn là thiếu niên vào những năm 1940, để đến Nam Dương hiệp trợ ông nội đang đảm nhận đầu bếp cho Cục Đường sắt Malaya (KTMB).
Hoàng Tuần Tài trải qua những năm tháng tiểu học tại Trường Nam sinh Haig (nay là Trường Tiểu học Tanjong Katong) do mẹ của ông phụ trách giảng dạy, từ trong nhà cho đến trường học người mẹ đều rất nghiêm khắc, điều này khiến cho ông sản sinh tinh thần trách nhiệm mạnh mẽ, làm việc gì cũng luôn muốn "đã tốt làm cho tốt hơn". Hoàng Tuần Tài từng bày tỏ, bản thân thích đọc sách hơn là vận động. Ông thường dạo chơi trong Thư viện Công cộng Marine Parade, mượn các sách khoa học viễn tưởng để đọc. Năm lớp 4 tiểu học, người cha đã tặng cho anh một cây guitar làm quà sinh nhật, đưa anh ấy đến với cánh cửa âm nhạc.
Sau khi tốt nghiệp tiểu học, Hoàng Tuần Tài lên cấp hai, học tại Trường Trung học Kĩ thuật Tanjong Katong (nay là Trường Trung học Tanjong Katong). Khi học trung học, anh được chọn vào dàn hợp xướng của trường, và còn tham gia các buổi phục sự trong nhà thờ, chơi guitar trong buổi nhóm thờ phượng. Lên cấp ba, sau khi bước vào Học viện Sơ cấp Victoria, Hoàng Tuần Tài giành được học bổng của Uỷ ban Dịch vụ Công cộng (PSC) sang Mỹ lưu học. Năm 1989, anh nộp đơn xin học ngành kinh tế tại Phân hiệu Madison Đại học Wisconsin. Năm 1993, ông lấy bằng cử nhân kinh tế tại Đại học Wisconsin-Madison. Năm 1997, anh trở về Singapore sau khi nhận bằng thạc sĩ kinh tế học ứng dụng tại Phân hiệu Ann Arbor Đại học Michigan. Năm 2004, anh nhận bằng thạc sĩ quản lí công cộng tại Đại học Harvard.
Hoàng Tuần Tài bắt đầu làm việc tại Bộ Thương mại và Công nghiệp (MTI) với tư cách là nhà kinh tế chuyên trách vào tháng 8 năm 1997. Đây là thời điểm bắt đầu của cuộc khủng hoảng tài chính châu Á, và trong thời gian làm việc tại MTI, ông đã tham gia soạn thảo các báo cáo về ảnh hưởng của cuộc khủng hoảng đối với nền kinh tế khu vực và Singapore. Vào tháng 1 năm 2002, ông được chuyển đến Bộ Tài chính và từ tháng 7 năm 2004 đến tháng 9 năm 2008, ông giữ chức Giám đốc Tài chính Y tế tại Bộ Y tế. Vào tháng 9 năm 2008, ông được bổ nhiệm làm Phó Giám đốc điều hành của Cục Quản lí Thị trường Năng lượng (EMA) và trở thành Giám đốc điều hành của cơ quan đó vào ngày 1 tháng 1 năm 2009.
Trong cuộc tổng tuyển cử Singapore năm 2011, Hoàng Tuần Tài tranh cử với tư cách là ứng viên đại biểu Quốc hội của Đảng Hành động Nhân dân (PAP) và đã trúng cử. Vào ngày 21 tháng 5 năm 2011, ông chính thức gia nhập chính trường khi được bổ nhiệm làm Bộ trưởng Bộ Quốc phòng và Bộ trưởng Bộ Giáo dục. Vào ngày 10 tháng 6 năm 2011, ông được chọn làm thành viên Hội đồng Quản trị của Cục Quản lí Tài chính Singapore (MAS). Vào ngày 1 tháng 8 năm 2012, Hoàng Tuần Tài được bổ nhiệm làm Quốc vụ Bộ trưởng Bộ Thông tin, Truyền thông và Nghệ thuật, đồng thời là Cao cấp Quốc vụ Bộ trưởng Bộ Giáo dục. Vào ngày 1 tháng 11 năm 2012, ông được bổ nhiệm làm Quyền Bộ trưởng Bộ Văn hóa, Cộng đồng và Thanh niên, và Quốc vụ Bộ trưởng Bộ Thông tin và Truyền thông. Vào năm 2013, Hoàng Tuần Tài công bố thành lập Quỹ Thanh niên Quốc gia trị giá 100 triệu đô la Singapore nhằm thúc đẩy cộng đồng thanh niên. Ông cũng đã đề cử Vườn thực vật Singapore để trở thành di sản thế giới UNESCO đầu tiên của Singapore vào năm 2015. Vào tháng 8 năm 2016, Hội đồng Nghệ thuật Quốc gia bị chỉ trích vì phí tư vấn cao và ông đã giới thiệu Quỹ Văn hoá nhằm cho phép các tổ chức từ thiện và công ty công cộng của Singapore đóng góp tiền mặt.
Trong thời kì Đại dịch COVID-19 ở Singapore, Hoàng Tuần Tài cùng Vương Ất Khang và Nhan Kim Dũng đồng chủ trì tổ công tác liên bộ-ban-ngành được chính phủ thành lập vào tháng 1 năm 2020 nhằm quản lí tình hình. Vào ngày 26 tháng 3 năm 2020, trong một buổi thuyết trình với các bác sĩ điều trị coronavirus ở Singapore, ông đã trở nên cảm động và rơi nước mắt. Sau cuộc cải cách nội các vào ngày 15 tháng 5 năm 2021, Hoàng Tuần Tài từ chức Bộ trưởng Giáo dục và trở thành Bộ trưởng Tài chính. Vào cuối tháng 6 năm 2022, Hoàng Tuần Tài công bố kế hoạch hỗ trợ thêm 1,5 tỉ đô la để cung cấp cứu trợ cho các hộ gia đình có thu nhập thấp, người khuyết tật và người cao tuổi. Vào tháng 9 năm 2023, ông công bố thêm kế hoạch hỗ trợ Chi phí Sinh hoạt trị giá 1,1 tỉ đô la để cung cấp thêm cứu trợ cho các hộ gia đình ở Singapore, đặc biệt là các hộ gia đình có thu nhập thấp và trung bình.
Vào ngày 6 tháng 6 năm 2022, cuộc cải cách nội các được công bố và Hoàng Tuần Tài được thăng chức lên làm Phó Thủ tướng, củng cố vị trí của ông như là người kế nhiệm dự kiến của Thủ tướng Lí Hiển Long. Vào ngày 15 tháng 4 năm 2024, văn phòng Thủ tướng thông báo chính thức rằng Hoàng Tuần Tài sẽ thay thế Lí Hiển Long làm Thủ tướng Singapore. Hoàng Tuần Tài đã tuyên thệ nhậm chức Thủ tướng vào lúc 20 giờ ngày 15 tháng 5 năm 2024 tại Phủ Tổng thống Singapore, trở thành Thủ tướng đầu tiên được sinh ra sau khi Singapore độc lập vào năm 1965, và là Thủ tướng Singapore đầu tiên theo tôn giáo Tin Lành.

## Sự nghiệp chính trị

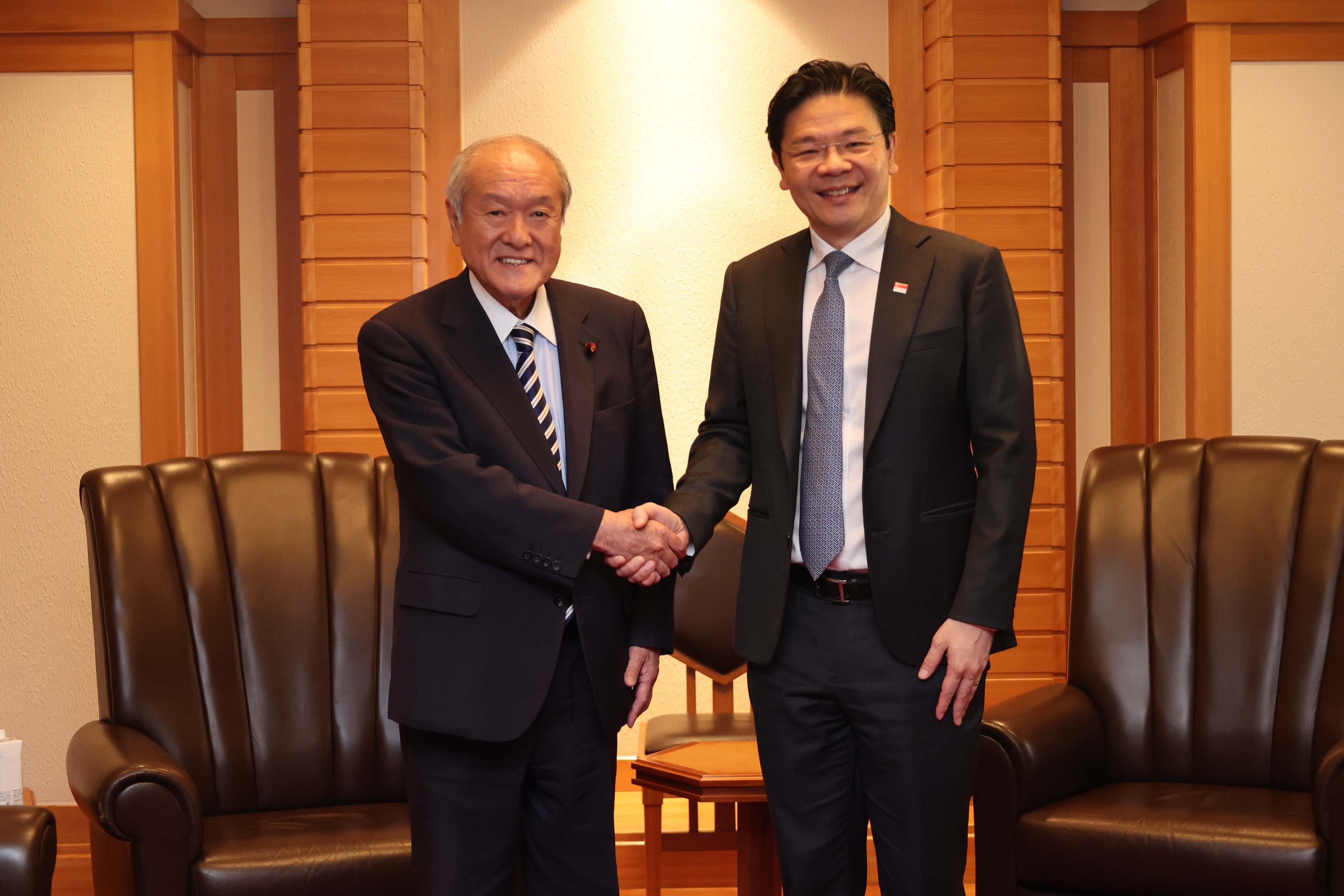
Hoàng Tuần Tài và Bộ Trưởng Bộ Tài chính Nhật Bản Suzuki Shun'ichi, ảnh chụp chung vào tháng 5 năm 2023.

Hoàng Tuần Tài bước vào chính trường tại cuộc Tổng tuyển cử Singapore năm 2011, lúc đó ông được coi là một trong năm thành viên của Đảng Hành động Nhân Dân tham gia tranh cử tại Đơn vị Bầu cử West Coast GRC. Đội ngũ của Đảng Hành động Nhân Dân đã giành chiến thắng với 66,66% số phiếu, đánh bại Đảng Cách tân, Hoàng Tuần Tài đắc cử làm nghị sĩ Quốc hội đại biểu cho khu vực Boon Lay thuộc Đơn vị Bầu cử West Coast GRC.

### Quốc vụ Bộ trưởng
Vào ngày 21 tháng 5 năm 2011, Hoàng Tuần Tài được bổ nhiệm làm Quốc vụ Bộ trưởng Bộ Quốc phòng và Quốc vụ Bộ trưởng Bộ Giáo dục. Vào ngày 10 tháng 6 năm 2011, ông được chọn làm thành viên Hội đồng Quản trị của Cục Quản lí Tài chính Singapore. Vào ngày 1 tháng 8 năm 2012, ông được thăng chức làm Cao cấp Quốc vụ Bộ trưởng Bộ Thông tin, Truyền thông và Nghệ thuật, đồng thời là Cao cấp Quốc vụ Bộ trưởng Bộ Giáo dục. Vào ngày 1 tháng 11 năm 2012, ông được bổ nhiệm làm Quyền bộ trưởng Bộ Văn hoá, Cộng đồng và Thanh niên và Cao cấp Quốc vụ Bộ trưởng Bộ Thông tin và Truyền thông. Hoàng Tuần Tài đã dẫn đầu đoàn đội ra tranh giành quyền công nhận Vườn thực vật Singapore, kết quả là giành chiến thắng trở thành di sản thế giới UNESCO đầu tiên của Singapore. Hoàng Tuần Tài cũng dẫn đầu thực hành chính sách miễn phí vào bảo tàng cho tất cả công dân Singapore và thường trú nhân tại tất cả các bảo tàng quốc gia và tất cả cơ quan di sản kể từ ngày 18 tháng 5 năm 2013. Vào năm 2013, Hoàng Tuần Tài công bố thành lập Quỹ Thanh niên Quốc gia trị giá 100 triệu đô la Singapore, nhằm ủng hộ các sự nghiệp cộng đồng và xã hội.

### Bộ trưởng
Vào ngày 1 tháng 5 năm 2014, Hoàng Tuần Tài được thăng chức làm Bộ trưởng Bộ Văn hoá, Cộng đồng và Thanh niên và Bộ trưởng Thứ hai Bộ Thông tin và Truyền thông. Ông còn là thành viên bổ khuyết của Uỷ ban Chấp hành Trung ương Đảng Hành động Nhân dân (CEC) khoá XXXII, XXXIII và XXXV, mãi cho đến ông giành chiến thắng trong cuộc bầu cử vào Uỷ ban Chấp hành Trung ương Đảng Hành động Nhân dân khoá XXXVI. Hoàng Tuần Tài cũng được bổ nhiệm làm Trưởng ban Văn phòng Chương trình SG50, điều phối nhịp nhàng công việc của năm uỷ ban cho lễ kỉ niệm Kim Hi Niên của Singapore. Hoàng Tuần Tài cũng là đồng chủ tịch của Uỷ ban Văn hoá và Cộng đồng SG50 vào tháng 8 năm 2013.
Với vai trò là Bộ trưởng về Văn hóa, Cộng đồng và Thanh niên, Hoàng Tuần Tài đã tham gia vào việc chuyển đổi khu vực Civic District — nơi khởi nguồn của Singapore hiện đại và chứa nhiều tổ chức đã chứng kiến những bước ngoặt quan trọng trong lịch sử Singapore. Vào tháng 1 năm 2016, ông bắt đầu giữ chức Chủ tịch Quỹ Cộng đồng PAP từ năm 2016 cho đến tháng 6 năm 2022, khi nó được chuyển giao cho Bộ trưởng Dương Lị Minh. Vào tháng 8 năm 2016, Hội đồng Nghệ thuật Quốc gia đã nhận được chỉ trích về các khoản phí tư vấn cao cho một trung tâm xử lí rác thải, như đã được Văn phòng Kiểm toán chỉ ra. Hoàng Tuần Tài đã giải quyết vấn đề này tại Quốc hội, cho rằng dự án có chi phí chấp nhận được do cần phải nghiên cứu kĩ lưỡng vị trí và các yếu tố kĩ thuật liên quan đến việc xây dựng trung tâm xử lí rác ở khu vực Civic District. Dưới sự phụ trách của ông, Hoàng Tuần Tài cũng đã giới thiệu Quỹ Kí túc xá Văn hoá trị giá 200 triệu đô la Singapore, một khoản trợ cấp ngang bằng với số tiền quyên góp cho các tổ chức từ thiện về nghệ thuật và di sản cũng như các Tổ chức Công cộng ở Singapore.
Trong cuộc tổng tuyển cử năm 2015, Hoàng Tuần Tài là một trong bốn thành viên của đoàn đội PAP tham gia tranh cử tại Đơn vị Bầu cử Marsiling–Yew Tee GRC được thành lập mới. Đoàn đội PAP đã giành chiến thắng với 68,7% số phiếu, đánh bại Đảng Dân chủ Singapore, Hoàng Tuần Tài được bầu làm nghị sĩ Quốc hội đại biểu cho khu vực Limbang thuộc Đơn vị Bầu cử Marsiling–Yew Tee GRC. Hoàng Tuần Tài cũng là Chủ tịch Uỷ ban Điều hành cho Đại hội Thể thao Đông Nam Á 2015. Hoàng Tuần Tài đã công bố một số sáng kiến trọng yếu để khuyến khích nhiều người Singapore tham gia thể thao hơn. Trong số đó có một phong trào quốc gia gọi là ActiveSG, cung cấp cho tất cả công dân Singapore và thường trú nhân số tiền ActiveSG$100 để đăng kí tham gia các chương trình thể thao, cũng như vào các bể bơi và phòng tập thể dục tại các trung tâm thể thao trên toàn đảo. Hoàng Tuần Tài cũng là Chủ tịch Uỷ ban Điều hành Thể thao Hiệu suất Cao Singapore, đưa ra hướng dẫn chiến lược trong việc xác định và nuôi dưỡng các tài năng thể thao xuất sắc. Hoàng Tuần Tài cho rằng thành tích của các vận động viên Singapore tại Đại hội Thể thao Đông Nam Á 2015 cho thấy sự đầu tư của Singapore vào thể thao đang mang lại kết quả tốt. Vào ngày 1 tháng 10 năm 2015, Hoàng Tuần Tài trở thành Bộ trưởng Bộ Phát triển Quốc gia. Ông cũng là chủ tịch uỷ ban điều hành dự án phát triển Jurong Lake Garden. Vào ngày 22 tháng 8 năm 2016, Hoàng Tuần Tài được bổ nhiệm làm Bộ trưởng Thứ hai Bộ Tài chính, bên cạnh vị trí Bộ trưởng Bộ Phát triển Quốc gia. Vào ngày 29 tháng 8 năm 2016, ông đã rời khỏi Hội đồng quản trị của Cục Quản lí Tài chính Singapore và được thay thế bởi ông Vương Ất Khang.
Trong Đại dịch COVID-19 ở Singapore, Hoàng Tuần Tài và Nhan Kim Dũng đồng chủ trì tổ công tác liên bộ-ban-ngành được chính phủ thành lập vào tháng 1 năm 2020 nhằm thích ứng tình hình. Vào ngày 26 tháng 3 năm 2020, trong khi bày tỏ sự tri ân đối với các nhân viên tuyến đầu đang giúp đỡ Singapore trong cuộc chiến chống COVID-19, Hoàng Tuần Tài đã cảm động và rơi nước mắt khi phát biểu tại Quốc hội. Ông cảm ơn các nhân viên y tế cũng như những người làm việc trong các lĩnh vực lau dọn, giao thông và an ninh vì đã cung cấp các dịch vụ thiết yếu để giúp Singapore vượt qua thời kì khó khăn này. Trong cuộc tổng tuyển cử năm 2020, Hoàng Tuần Tài đã dẫn đầu một trong bốn thành viên của Đảng Hành động Nhân Dân tham gia tranh cử tại Đơn vị Bầu cử Marsiling–Yew Tee GRC một lần nữa. Đoàn đội PAP đã giành chiến thắng với 63,18% số phiếu, đánh bại Đảng Dân chủ Singapore, Hoàng Tuần Tài giữ lại ghế của mình là nghị sĩ Quốc hội đại biểu cho khu vực Limbang. Vào ngày 27 tháng 7 năm 2020, sau một cuộc cải tổ nội các, Hoàng Tuần Tài kế nhiệm Vương Ất Khang làm Bộ trưởng Bộ Giáo dục. Vào ngày 8 tháng 11 năm 2020, Hoàng Tuần Tài vì nguyên do lãnh đạo chính phủ chống COVID-19 mà gây được tiếng tăm vang dội, cho nên lần đầu tiên đắc cử làm thành viên của Uỷ ban Chấp hành Trung ương Đảng Hành động Nhân dân.
Vào ngày 15 tháng 5 năm 2021, sau một cuộc cải tổ nội các, Hoàng Tuần Tài đã từ chức Bộ trưởng Bộ Giáo dục, trở thành Bộ trưởng Bộ Tài chính sau khi Vương Thuỵ Kiệt từ bỏ vị trí trong nội các. Vào ngày 28 tháng 5 năm 2021, ông được tái bổ nhiệm làm Phó chủ tịch Hội đồng Quản trị của Cục Quản lí Tài chính Singapore, thay thế Lâm Huân Cường. Vào tháng 2 năm 2022, Hoàng Tuần Tài đã công bố gói kích thích trị giá 500 triệu đô la Singapore do ảnh hưởng của đại dịch COVID-19 ở Singapore. Hoàng Tuần Tài cũng cho biết chính phủ sẽ dành thêm 560 triệu đô la Singapore để "giúp công dân Singapore đối phó với chi phí sinh hoạt ngày càng tăng". Vào cuối tháng 6 năm 2022, Hoàng Tuần Tài công bố kế hoạch hỗ trợ thêm 1,5 tỉ đô la để cung cấp cứu trợ cho các hộ gia đình có thu nhập thấp, người khuyết tật và người cao tuổi. Trong dự toán năm 2023, Hoàng Tuần Tài thông báo rằng Gói Bảo hiểm từ 6,6 tỉ đô la được công bố vào năm 2022, nâng lên đến 9,6 tỉ đô la. Điều này nhằm triệt tiêu các khoản chi phí của Thuế Hàng hoá và Dịch vụ (GST) ngoại ngạch cho đại đa số các hộ gia đình Singapore trong ít nhất năm năm. Vào tháng 9 năm 2023, ông công bố thêm kế hoạch hỗ trợ Chi phí Sinh hoạt (COL) trị giá 1,1 tỉ đô la để cung cấp thêm cứu trợ cho các hộ gia đình ở Singapore, đặc biệt là các hộ gia đình có thu nhập thấp và trung bình.

### Phó Thủ tướng

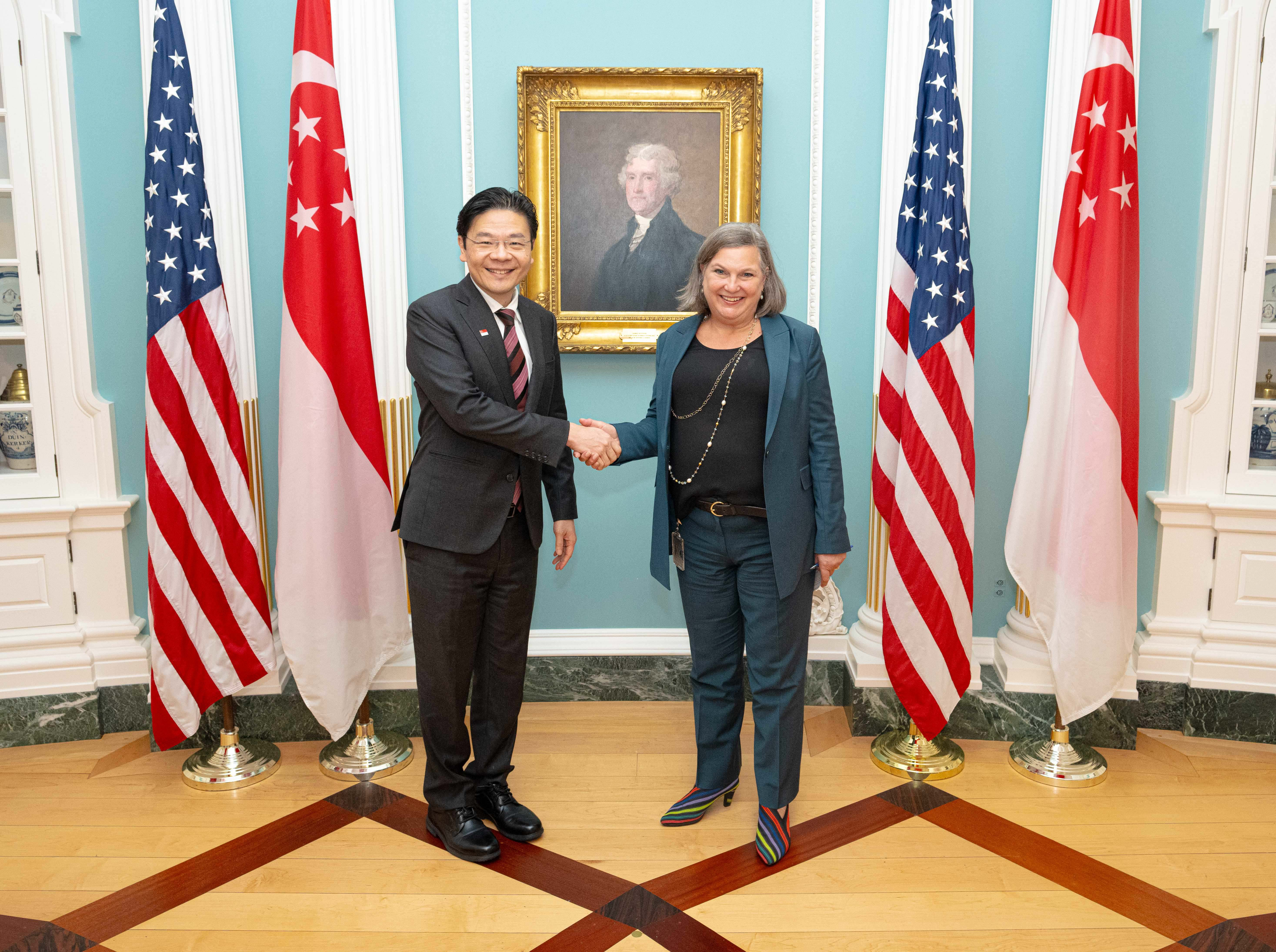
Hoàng Tuần Tài và Phó Quốc vụ khanh Victoria Nuland, ảnh chụp chung vào tháng 10 năm 2023.

Vào ngày 14 tháng 4 năm 2022, Hoàng Tuần Tài được chọn làm nhà lãnh đạo đội ngũ thế hệ thứ tư của Đảng Hành động Nhân dân, kế nhiệm Phó Thủ tướng Vương Thuỵ Kiệt, người đã từ chức lãnh đạo đội ngũ thế hệ thứ tư vào ngày 8 tháng 4 năm 2021. Trước khi ông được bổ nhiệm, Thủ tướng Lí Hiển Long đã giao cho nguyên Chủ tịch Đảng Hành động Nhân dân Hứa Văn Viễn khởi xướng một quá trình tham vấn giữa các bộ trưởng thế hệ thứ tư trong Nội các, nhằm thu thập ý kiến cá nhân của họ về việc chọn lựa một lãnh đạo thế hệ thứ tư mới. Thủ tướng Lí Hiển Long cùng Quốc vụ Bộ trưởng Tharman Shanmugaratnam và Trương Chí Hiền đã không tham gia vào quá trình này.
Hoàng Tuần Tài nhận được sự ủng hộ "đại đa số" trong quá trình tham vấn, vượt qua Vương Ất Khang và Trần Chấn Thanh là các đồng nghiệp trong nội các và đối thủ tranh cử trong cuộc đua lãnh đạo đội ngũ thế hệ thứ tư. Ông nhận được 15 trong số 19 phiếu bầu từ các bên liên quan, và vì không có ứng cử viên nào được phép tự bỏ phiếu cho mình, điều này có nghĩa là chỉ có ba cá nhân khác không bỏ phiếu cho ông là lựa chọn hàng đầu của họ. Sự ứng cử của ông đã được Nội các và sau đó là các nghị sĩ của Đảng Hành động Nhân dân đồng ý nhất trí tại một phiên họp đảng đoàn vào ngày 14 tháng 4. Thủ tướng Lí Hiển Long đã thông báo về việc bổ nhiệm của ông trên Facebook vào cùng ngày.
Vào ngày 6 tháng 6 năm 2022, Singapore tuyên bố cải tổ nội các, Hoàng Tuần Tài được tấn thăng chức làm Phó Thủ tướng, càng củng cố thêm địa vị của ông như là người kế nhiệm Thủ tướng Lí Hiển Long. Ngoài việc trở thành Phó Thủ tướng, ông còn được bổ nhiệm là "Quyền thủ tướng" trong khoảng thời gian Thủ tướng Lí Hiển Long vắng mặt. Ông còn tiếp quản Tiểu tổ Chiến lược tại Văn phòng Thủ tướng (PMO) từ Vương Thuỵ Kiệt. Vào ngày 28 tháng 6 năm 2022, Hoàng Tuần Tài đã phát động và khởi xướng phong trào "Singapore tay nắm tay tiến lên", như là một phần trong tầm nhìn của ông về một xã hội "làm phúc cho rất nhiều người, mà không phải là cho số ít người". Bài báo cáo Forward Singapore được phát hành vào ngày 27 tháng 10 năm 2023. Vào ngày 5 tháng 11 năm 2023, Lí Hiển Long thông báo rằng ông sẽ chuyển giao chức vụ lãnh tụ đảng và thủ tướng cho Hoàng Tuần Tài trước khi diễn ra lễ Kỉ niệm 70 năm thành lập Đảng Hành động Nhân dân vào tháng 11 năm 2024, ê-kíp lãnh đạo thế hệ mới sẽ xuất chiến trong cuộc tổng tuyển cử năm 2025.

## Thủ tướng (2024–nay)
Hoàng Tuần Tài sau đó đã trở thành người kế nhiệm rõ ràng của Lí Hiển Long cho vị trí Thủ tướng Singapore; kế hoạch ban đầu của Lí Hiển Long là từ chức khi 70 tuổi, bỗng trở nên phức tạp bởi sự rút lui của Vương Thuỵ Kiệt. Vào ngày 15 tháng 4 năm 2024, Văn phòng Thủ tướng đã phát hành một thông cáo báo chí xác nhận rằng Hoàng Tuần Tài - người kế nhiệm Lí Hiển Long, làm Thủ tướng Singapore.
Ngày 13 tháng 5 năm 2024, với tư cách là thủ tướng đắc cử, Hoàng Tuần Tài công bố danh sách nội các do ông lãnh đạo, năm người trong số đó được thăng chức, đồng thời có hai nghị sĩ hậu toạ lần đầu tiên gia nhập nội các. Bộ trưởng Bộ Thương mại và Công nghiệp Nhan Kim Dũng giữ chức Phó Thủ tướng.
Hoàng Tuần Tài chính thức tuyên thệ nhậm chức vào lúc 20:00 giờ địa phương ngày 15 tháng 5 tại Phủ Tổng thống Singapore. Ông trở thành thủ tướng thứ tư của đất nước, cũng là thủ tướng đầu tiên được sinh ra sau khi Singapore giành độc lập vào năm 1965.
Tại buổi lễ tuyên thệ của mình, trong bài phát biểu đầu tiên với tư cách là Thủ tướng, Hoàng Tuần Tài đã phát biểu: "Đây là lời hứa của tôi với tất cả người Singapore: Tôi sẽ phục vụ các bạn bằng cả trái tim mình. Tôi sẽ không bao giờ bằng lòng với hiện tại. Tôi sẽ luôn tìm kiếm những cách tốt hơn để làm cho ngày mai tốt hơn hôm nay." Ông cũng cho biết sứ mệnh của mình với tư cách là Thủ tướng là "tiếp tục vượt qua những khó khăn và duy trì phép màu gọi là Singapore." Vào ngày 12 tháng 6 năm 2024, Nhan Kim Dũng được thông báo tiếp nhận chức vụ Chủ tịch Hội đồng Tư vấn Quốc tế của Cục Phát triển Kinh tế từ ngày 1 tháng 6, thay thế Hoàng Tuần Tài, người đã tiếp nhận chức vụ từ Tharman vào tháng 7 năm 2023.

### Chính sách đối nội
Hoàng Tuần Tài, người nhậm chức Thủ tướng Singapore vào đầu tháng 5 năm 2024, đã có bài phát biểu tại buổi lễ kỉ niệm Quốc khánh đầu tiên trong nhiệm kì của ông bằng tiếng Mã Lai, tiếng Hoa và tiếng Anh. Dưới đây là tóm tắt những điểm chính:
1. Cha mẹ đi làm sẽ có thêm kì nghỉ có lương để chăm sóc trẻ sơ sinh: Chính phủ sẽ triển khai thêm 10 tuần nghỉ thai sản chung cho cha mẹ trong hai giai đoạn. Đến tháng 4 năm 2026, cha mẹ có thể được hưởng tối đa 7,5 tháng nghỉ chăm sóc trẻ, bao gồm 16 tuần nghỉ thai sản của mẹ và 4 tuần nghỉ hỗ trợ của cha.
2. Người độc thân mua nhà gần cha mẹ sẽ được ưu tiên: Từ giữa năm 2025, con cái độc thân muốn sống gần cha mẹ sẽ được ưu tiên khi đăng kí mua nhà, giúp thuận tiện trong việc chăm sóc cha mẹ. Chính phủ có kế hoạch xây dựng nhà ở sớm hơn, rút ngắn thời gian chờ đợi cho hầu hết các dự án nhà ở xuống dưới ba năm.
3. Không chỉ đào tạo "nhân tài" mà còn cần nuôi dưỡng "tinh hoa": Chính phủ sẽ điều chỉnh chính sách giáo dục để học sinh có thành tích tốt về tiếng Hoa khi lên trung học có cơ hội chọn học tiếng Hoa nâng cao, không bị ảnh hưởng bởi điểm tổng kết kì thi lớp 6.
4. Cung cấp hỗ trợ tài chính cho người thất nghiệp, giúp họ trở lại thị trường lao động: Để hỗ trợ những người thất nghiệp do cắt giảm nhân sự hoặc công ty phá sản, chính phủ sẽ triển khai chương trình hỗ trợ tìm kiếm việc làm SkillsFuture Jobseeker Support, cung cấp hỗ trợ tài chính ngắn hạn cho người có thu nhập trung bình và thấp, với số tiền lên tới 6.000 SGD (khoảng 32.600 RMB) trong vòng 6 tháng. Chương trình nâng cao kĩ năng cho công dân Singapore từ 40 tuổi trở lên sẽ bắt đầu cung cấp trợ cấp đào tạo hàng tháng tối đa 3.000 SGD cho những học viên học toàn thời gian, kéo dài đến 24 tháng.
5. Đơn giản hóa quy định quản lí, giảm bớt gánh nặng kinh doanh: Phó Thủ tướng kiêm Bộ trưởng Bộ Thương mại và Công nghiệp Nhan Kim Dũng đã bắt đầu lãnh đạo Uỷ ban Rà soát liên ngành về các Quy định Hỗ trợ Doanh nghiệp, nhằm nghiên cứu và thảo luận cách đơn giản hoá quy trình quản lí liên ngành, tiết kiệm chi phí và thời gian cho doanh nghiệp, đặc biệt là các doanh nghiệp vừa và nhỏ.
6. Di dời trường thể thao và xây dựng nhà thi đấu mới, tạo dựng ngôi nhà mới cho đội tuyển Singapore tại Kallang: Chính phủ đã lập kế hoạch Kallang Alive Masterplan, khai thác toàn bộ tiềm năng của thành phố thể thao Singapore, giúp khu vực Kallang thêm sôi động. Trường thể thao Singapore cũng sẽ di chuyển từ Woodlands đến Kallang, giúp các vận động viên học sinh tập luyện cùng với những vận động viên dày dạn kinh nghiệm hơn.
7. Tiếp tục chăm sóc cuộc sống của người dân, đảm bảo an sinh xã hội: Áp lực lạm phát có nhiều nguyên nhân phức tạp. Chính phủ đang thực hiện một số biện pháp để giúp người dân đối phó với sự tăng giá sinh hoạt, chẳng hạn như phát hành phiếu mua sắm khu phố và cung cấp các khoản trợ cấp cho phí sinh hoạt và điện nước, nhằm giảm bớt gánh nặng cho cư dân. Hoàng Tuần Tài cam kết bản thân và đội ngũ lãnh đạo thế hệ thứ tư sẽ tiếp tục chăm sóc nhu cầu cuộc sống của người dân, đảm bảo mọi người đều có một cuộc sống an nhàn về già.

### Chính sách đối ngoại

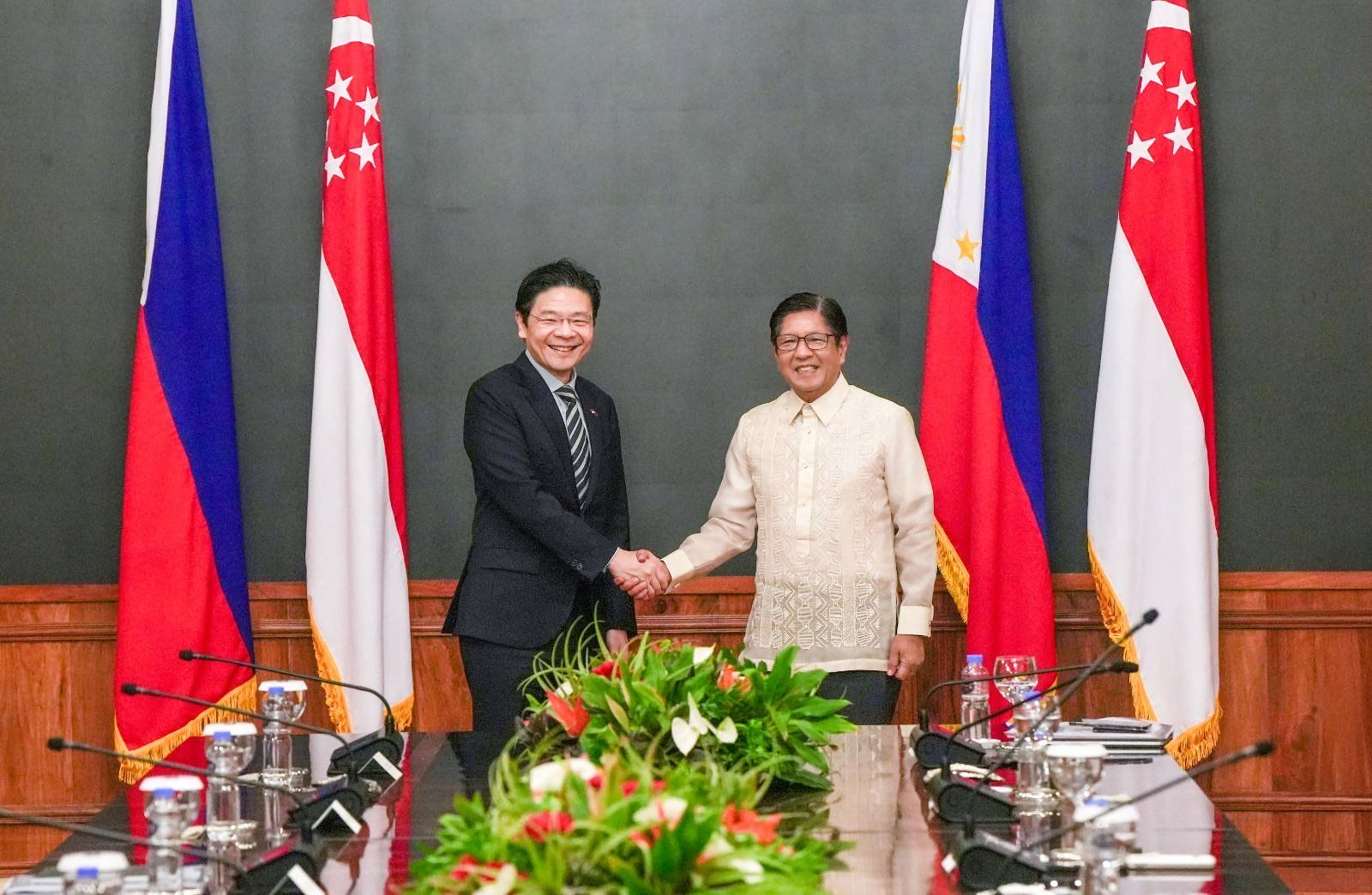
Wong cùng Tổng thống Philippines Bongbong Marcos tại Manila, ngày 4 tháng 6 năm 2025.

Hoàng Tuần Tài, trong một cuộc phỏng vấn với Bloomberg, cho biết rằng mối quan hệ giữa Trung Quốc và Hoa Kỳ đã chệch hướng nghiêm trọng sau khi Chủ tịch Hạ viện Hoa Kỳ Nancy Pelosi thăm Đài Loan vào năm 2022. Ông chỉ ra rằng hai nền kinh tế lớn nhất thế giới hiện đang ở trong một "quỹ đạo rất đáng lo ngại", một loạt quyết định do hai nước đang đưa ra sẽ dẫn chúng ta đến một tình huống ngày càng nguy hiểm hơn. Ông cũng đề cập rằng cộng đồng quốc tế đang bước vào một "trật tự thế giới mới", trước đây người ta tin rằng thương mại nhiều hơn có thể kìm hãm cạnh tranh địa chính trị, nhưng trong những năm gần đây, thương mại, kinh tế và tài chính thường được sử dụng như "công cụ trong cuộc ganh đua địa chính trị", như chiến tranh thương mại do Mỹ phát động chống lại Trung Quốc và các hành động hạn chế nguồn cung chip, đều có thể "dẫn chúng ta đến một thế giới ngày càng phân liệt và nguy hiểm". Ông bổ sung: "Vấn đề và mối nguy hiểm lớn nhất là không ai cố tình muốn chiến tranh, nhưng chúng ta đang như mộng du rơi vào các cuộc xung đột một cách liên tục."
Vào ngày 7 tháng 12 năm 2023, Singapore và Trung Quốc đã tổ chức cuộc họp Uỷ ban Hợp tác Song phương Singapore–Trung Quốc (JCBC) tại Thiên Tân. Hoàng Tuần Tài đã thông báo rằng trên cơ sở số lượng chuyến bay giữa Singapore và Trung Quốc ngày càng tăng, hai bên sẽ tăng cường trao đổi nhân sự thông qua việc miễn thị thực trong 30 ngày. Ngoài ra, ông cũng cho biết Singapore và Trung Quốc không chỉ củng cố hợp tác trong các lĩnh vực thương mại và đầu tư truyền thống mà còn mở rộng và sâu sắc hoá hợp tác trong các lĩnh vực mới, bao gồm kinh tế số và xanh, cũng như tích hợp các giải pháp bền vững trong phát triển. Hai nước cũng hợp tác trong các lĩnh vực như liên thông kết nối tài chính, an ninh lương thực và thành phố thông minh.
Vào ngày 8 tháng 5 năm 2024, tạp chí kinh tế Anh The Economist đã phát hành bản ghi lại cuộc phỏng vấn với Hoàng Tuần Tài, trong đó ông khẳng định Singapore không chọn bên giữa Mỹ và Trung Quốc, nhưng sẽ ưu tiên xem xét lợi ích của chính mình. Ông đồng thời cảnh báo rằng nếu Mỹ tiếp tục mở rộng chính sách "sân nhỏ tường cao" nhằm chống Trung Quốc, việc sử dụng công cụ kinh tế để đạt được mục tiêu địa chính trị đó là có hại và có thể gây tổn hại cho thế giới. Về vấn đề Đài Loan, ông nhấn mạnh rằng mặc dù rất nhiều nhiều người đem tình hình khu vực Đài Loan và Ukraina nhập làm một mà nói, nhưng hai trường hợp này có sự khác biệt về bản chất. Singapore lâu nay kiên trì chính sách "Một nước Trung Hoa", phản đối "Đài Loan độc lập", và sẽ không cho phép mình bị lợi dụng bởi các thế lực Đài Loan độc lập.
Vào ngày 18 tháng 8 năm 2024, Thủ tướng Singapore Hoàng Tuần Tài đã có bài phát biểu tại buổi lễ kỉ niệm Quốc khánh đầu tiên trong nhiệm kì của ông, trong đó ông cho biết địa chính trị, tác động của công nghệ và biến đổi khí hậu là ba thách thức lớn hiện nay. Ông cảnh báo rằng sự leo thang tình thế căng thẳng Mỹ-Trung sẽ ảnh hưởng mạnh đến nền kinh tế Singapore và toàn khu vực.
Hoàng Tuần Tài, với tư cách là Thủ tướng Singapore, đã thực hiện các chuyến công du nước ngoài đầu tiên từ ngày 11 đến 12 tháng 6 năm 2024, trong đó có chuyến thăm lần đầu đến Brunei và Malaysia.